# 論田町

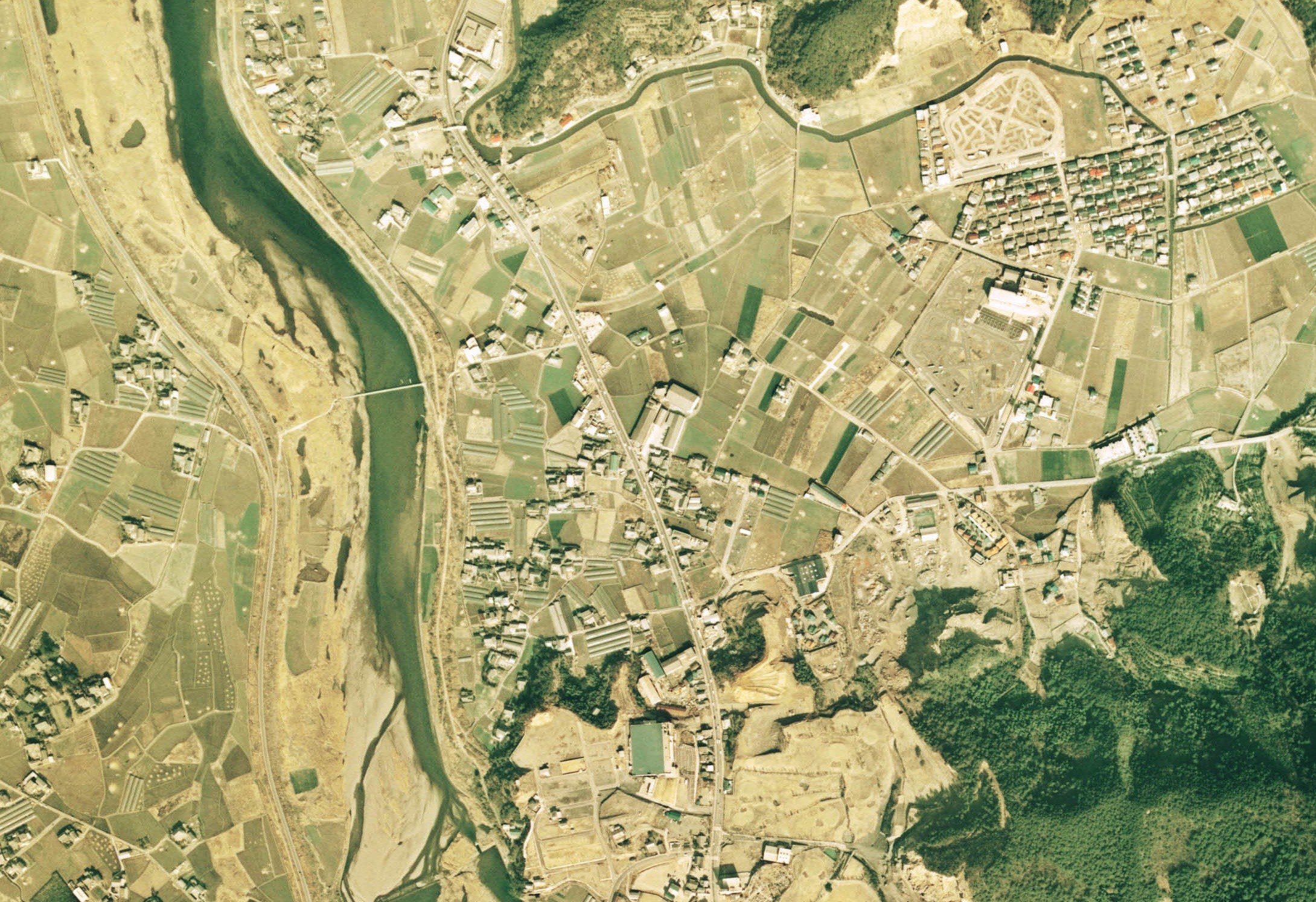
1974年度の論田町全景。

論田町（ろんでんちょう）は、徳島県徳島市の町名。2011年8月の徳島市の調査による人口は2,152人、世帯数は948世帯。郵便番号は〒770-8011。

## 地理
徳島市の南東部に位置し、勝占地区に属する。西から北を勝浦川が流れ、西は大松町・雑賀町、北は西新浜町2丁目・新浜本町・津田本町5丁目・津田町4丁目・津田海岸町と対する。
徳島県道120号徳島小松島線（旧国道55号）が勝浦浜橋を経て南下する。徳島県警察学校・徳島市立論田小学校・徳島市立体操センターなどがある。トヨタカローラ徳島・徳島ダイハツモータース・徳島マツダ・徳島三菱自動車販売など自動車販売会社が多い。

### 河川
- 勝浦川
- 打樋川

### 小字

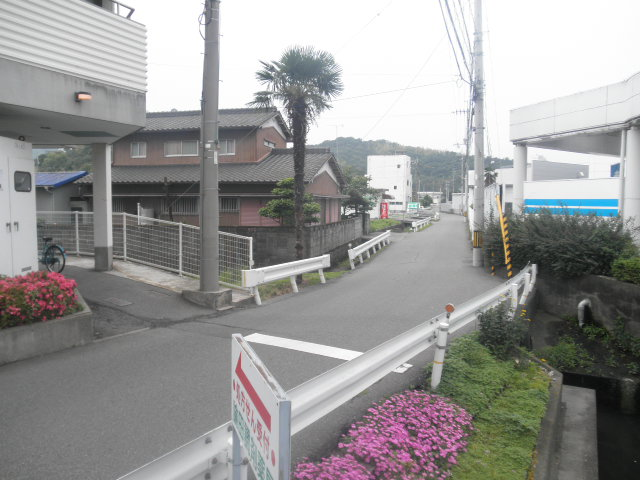
大江
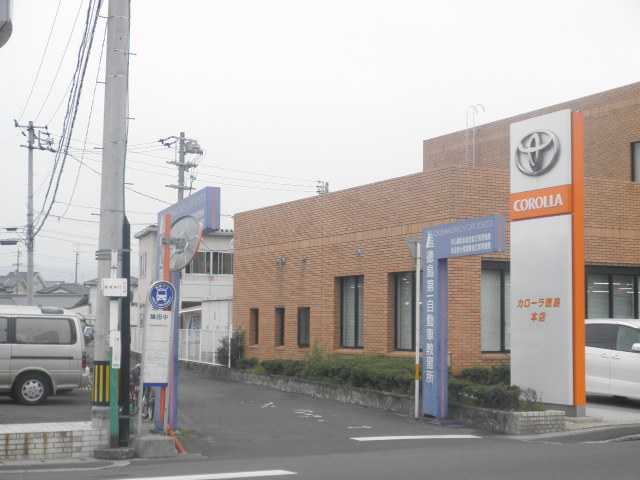
本浦下
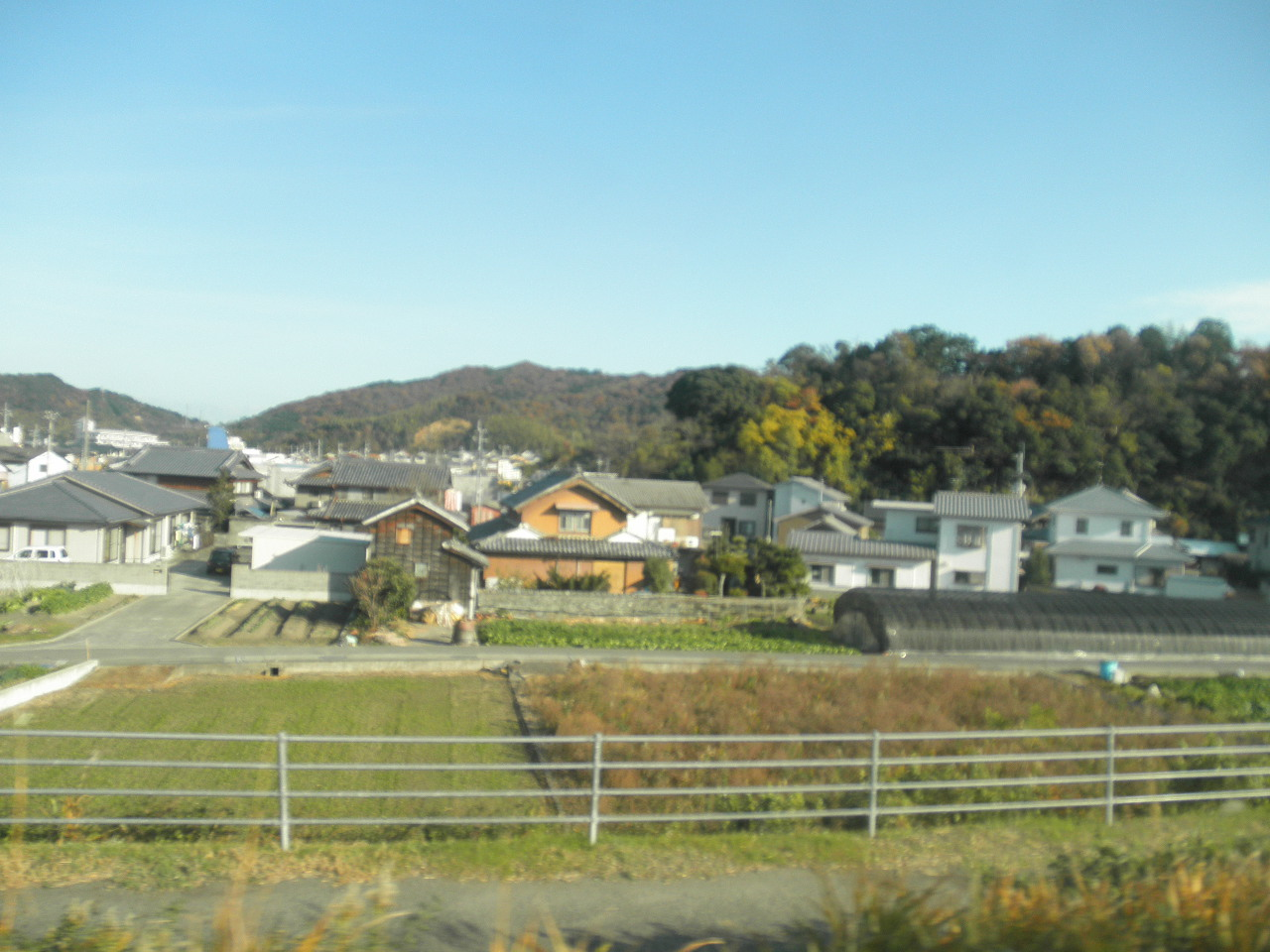
本浦中
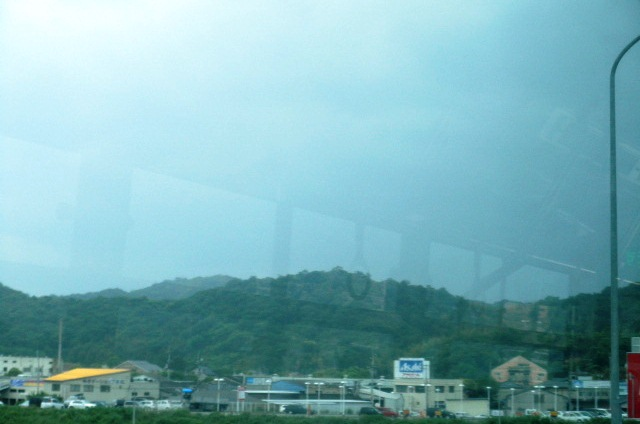
元開

- 小論田
- 新開
- 中開
- 本浦上

- 本浦下
- 本浦中
- 元開
- 和太開
- 和太開外

- 大江
- 本浦下
- 本浦中
- 元開

## 歴史

### 論田浦
江戸時代から明治22年にかけて勝浦郡に存在した村。徳島藩領。「勝浦郡志」によれば、当村は大原浦の枝浦で、元和年間頃に開発が始まり、寛永年間に富田浦からの移住が始まった。
村高は、文化10年の阿波国村々御高都帳では993石余とある。なお「天保郷帳」の大原浦1,655石余には、当浦の高が含まれているかと思われる。「旧高旧領」では1,029石余ですべて蔵入地となっている。また寛保神社帳によれば、神社に水神があり、その別当は禅心と見える。
明治4年に徳島県となり、また同年に名東県、明治9年に高知県を経て、明治13年に再び徳島県に所属。明治22年に勝占村の大字となる。

### 勝占村論田
明治22年から昭和27年まで存在した勝占村の大字で昭和26年からは徳島市の大字となる。
明治24年の「徴発物件一覧表」には「論田浦」と見え、戸数132・人口665（男343・女322）、厩10、学校1、船72。同年に論田浦村駐在所が設置され、大正6年に論田巡査駐在所となる。
昭和27年に論田町・雑賀町・三軒屋町となる。

### 徳島市論田町
昭和27年から現在の徳島市の町名。もとは徳島市鶴岡と同市論田の一部。

## 交通

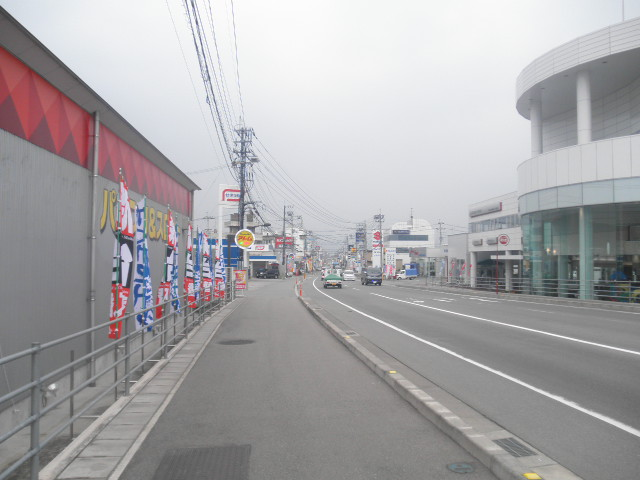
徳島県道120号徳島小松島線
論田町字和太開で撮影

### バス
徳島バス・小松島市営バス
- 論田中
- 論田

### 道路
都道府県道
- 徳島県道120号徳島小松島線

## 施設

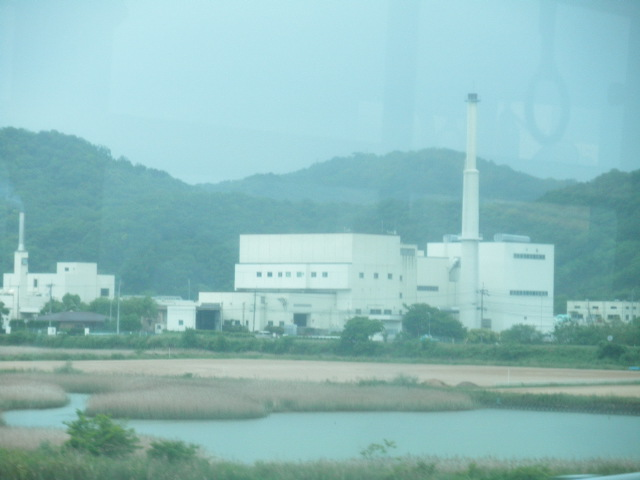
論田清掃工場

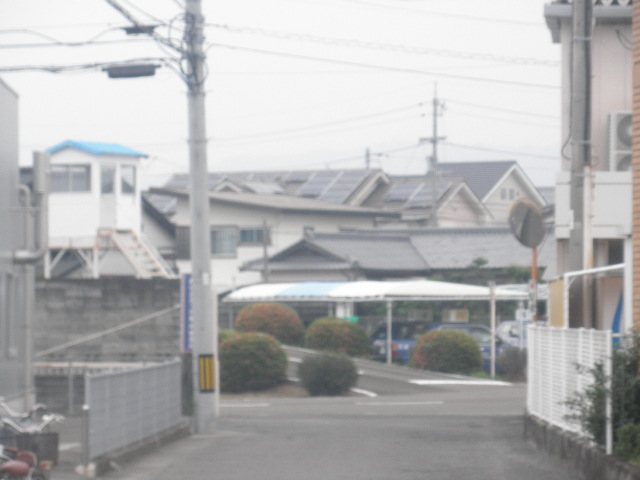
徳島第一自動車教習所

### 公共施設
- 徳島市立体操センター
- 徳島市立青少年交流プラザ
- 徳島市B&G海洋センター
- 論田清掃工場

### 教育機関
- 徳島市立論田小学校
- 徳島県警察学校
- 徳島第一自動車教習所

### 社寺・史跡
- 耕福寺

### 企業
- トヨタカローラ徳島本社
- 徳島ダイハツモータース本社
- 徳島マツダ本社
- 徳島三菱自動車販売本社
- スズキ自販徳島本社
- 阿波スズキ販売
- 日産サティオ徳島
- ネッツトヨタ徳島
- 東四国スバル

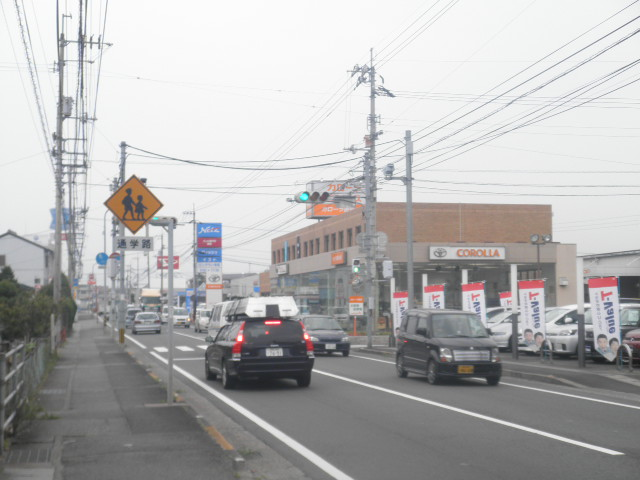
トヨタカローラ徳島
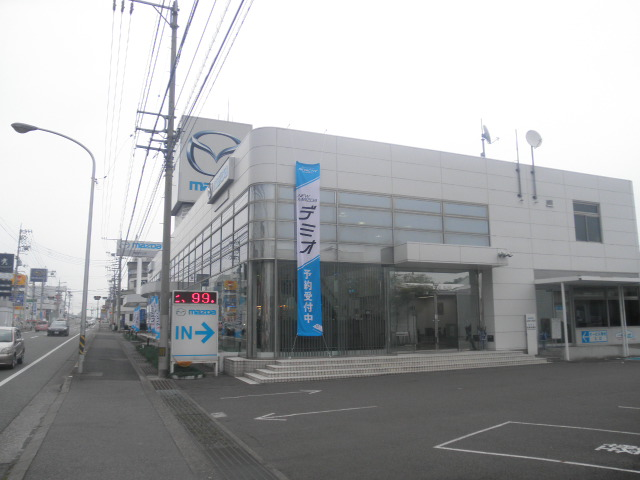
徳島マツダ
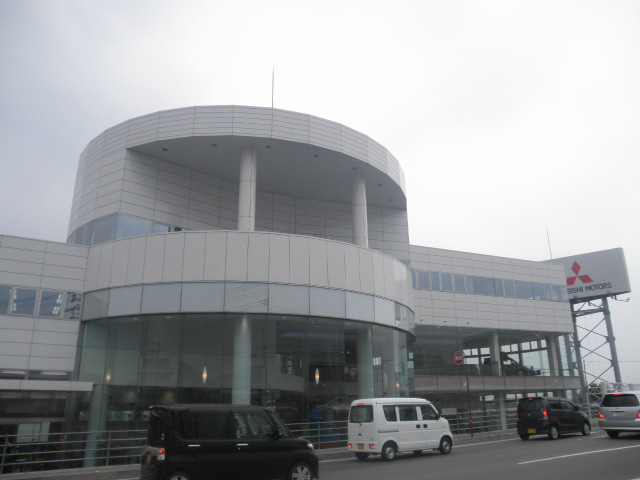
徳島三菱自動車販売
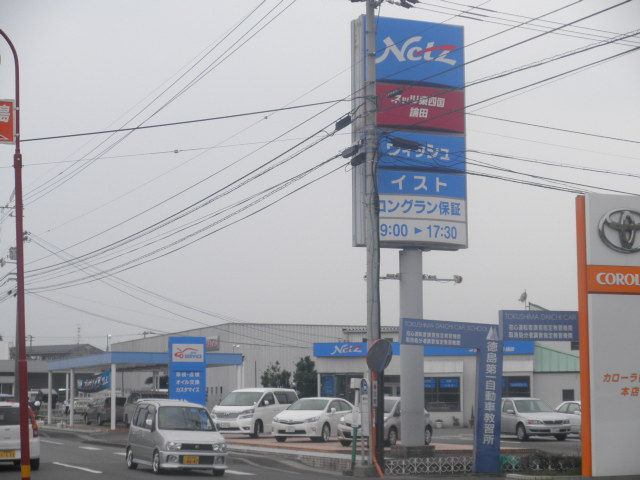
ネッツトヨタ徳島 徳島店（写真は合併前の旧・ネッツトヨタ東四国 論田店時代のもの）

### かつて存在した施設
- 鈴江日進堂